# Płaskla

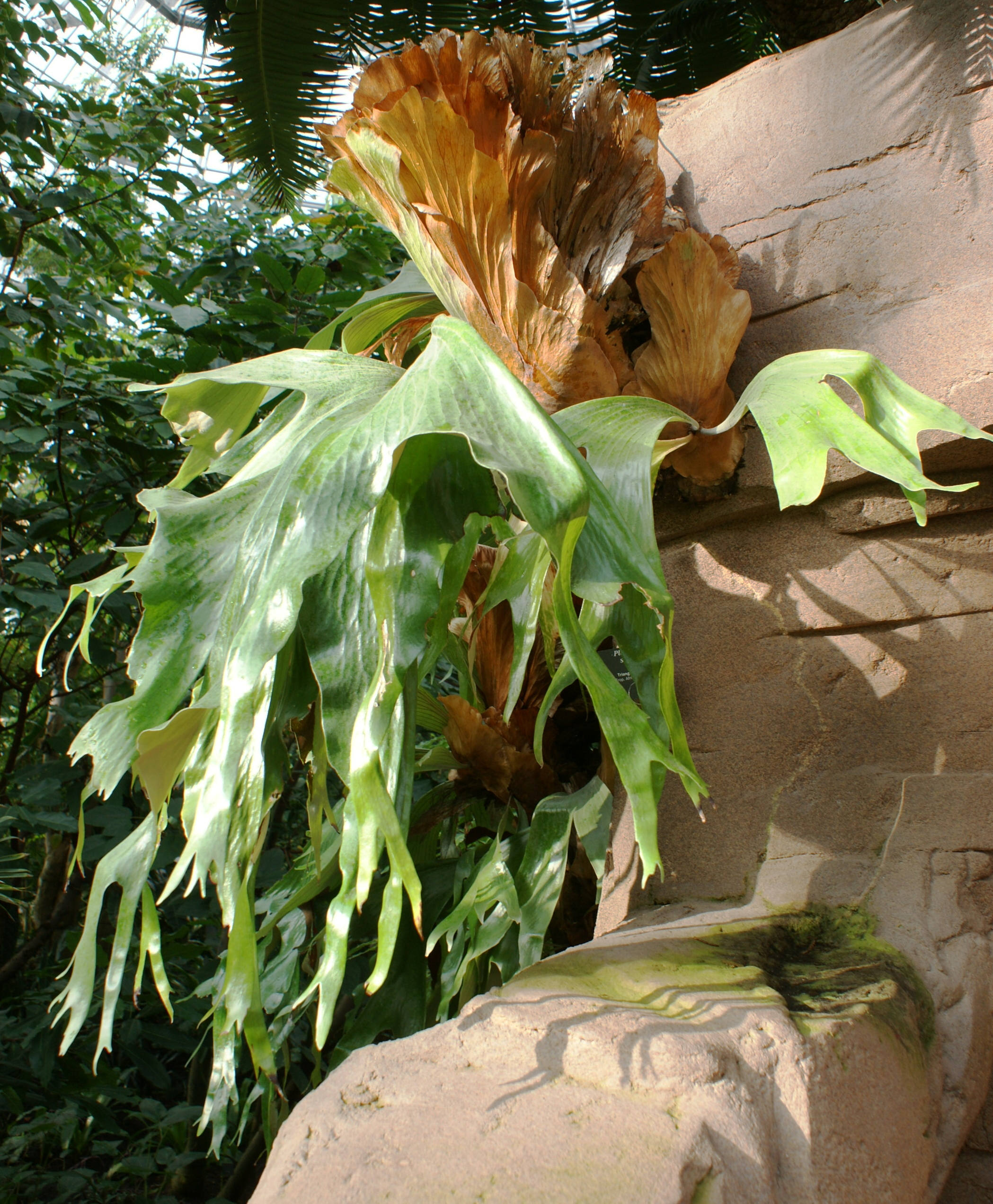
Platycerium stemaria

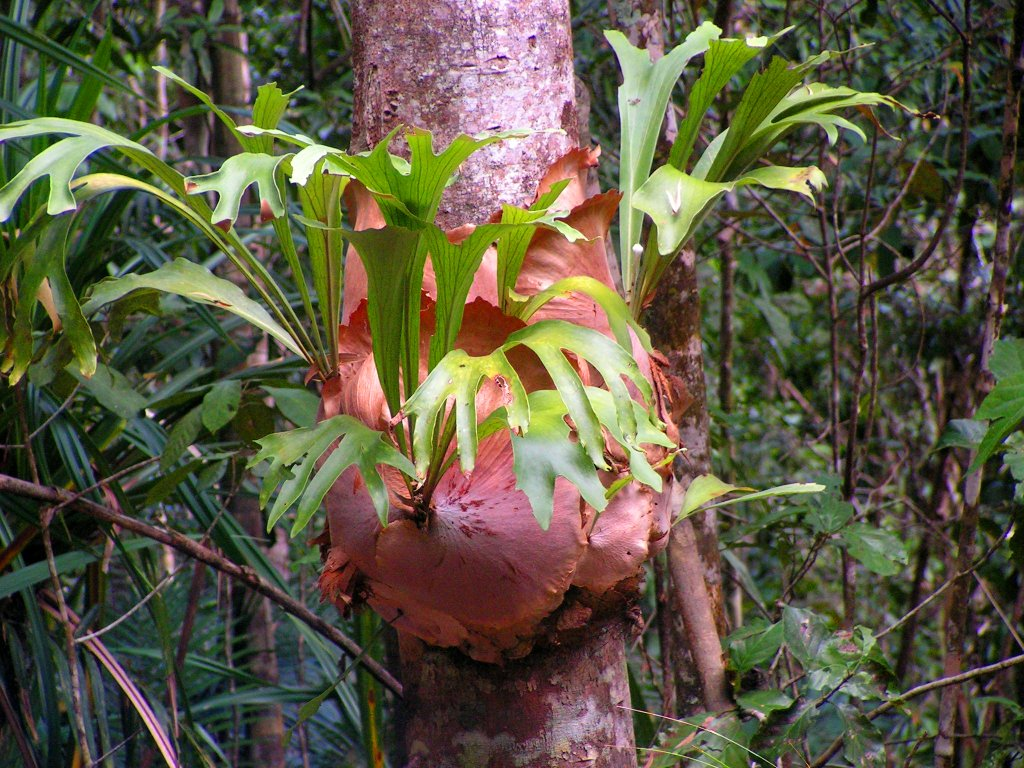
Płaskla łosioroga

Płaskla, łosie rogi (Platycerium Desv.) – rodzaj roślin należący do rodziny paprotkowatych. Należy do niego ok. 18 epifitycznych gatunków, pochodzących z regionów tropikalnych i umiarkowanych Ameryki Południowej, Afryki, południowo-wschodniej Azji, Australii i Nowej Gwinei.

## Zasięg geograficzny
W obrębie rodzaju wyróżnić można dwie grupy zasięgowe odpowiadające zresztą dwóm kladom, na jakie rodzaj ten się dzieli. Jedna grupa gatunków należy do kladu afrykańsko-amerykańskiego, druga do jawajsko-australijskiego. W Afryce i na Madagaskarze występuje 6 gatunków. Dwa z nich spotykane są tylko w tropikach kontynentalnej Afryki – P. elephantotis i P. stemaria. Trzy są endemitami Madagaskaru – P. ellisii, P. madagascariense i P. quadridichotomum. Jeden gatunek występuje wzdłuż wschodnich wybrzeży Afryki i na Madagaskarze – P. alcicorne. Na niewielkim obszarze w Ameryce Południowej na pograniczu Peru i Boliwii występuje tylko P. andinum. Zasięg pozostałych gatunków obejmuje różne obszary od półwyspu Malajskiego poprzez archipelag Malajski do północno-wschodniej Australii.

## Morfologia
U sporofitów korzenie i liście wyrastają z krótkiego kłącza. Istnieją dwa rodzaje liści: płonne i płodne. Bezpłodne liście płonne w kształcie nerki lub tarczy przylegają do podłoża i chronią kłącze i korzenie przed uszkodzeniem i wysuszeniem. U niektórych gatunków wierzchnie liście płonne formują otwartą koronę, zbierając wodę. Liście płodne są dychotomiczne lub w kształcie poroża i wyrastają lub zwieszają się z kłącza. Osiągają 150 cm długości. Duże brązowe lub rdzawe sori znajdują się na dolnej stronie liści płodnych. Jeśli warunki są odpowiednie, zarodniki kiełkują w sposób naturalny na okolicznych drzewach. Niektóre gatunki płaskli formują kolonię (polikormon), kiedy ich kłącze się rozdzieli lub nowe kłącze zbuduje się na wierzchołku korzenia.

## Systematyka
Pozycja systematyczna według Smitha i in. (2006)
Rodzaj Platycerium należy do rodziny paprotkowatych (Polypodiaceae), rząd paprotkowce Polypodiales. Stanowi grupę siostrzaną dla rodzaju Pyrrosia, kolejne pod względem pokrewieństwa rodzaje to: Microsorum, Lemmaphyllum i Lecanopteris.
Pozycja systematyczna według Crescent Bloom
Gromada paprotniki (Polypodiophyta Cronquist), podgromada Polypodiophytina (Reveal), klasa paprocie (Polypodiopsida Cronquist), podklasa paprocie cienkozarodniowe (Polypodiidae Cronquist), rząd paprotkowce (Polypodiales Mett. ex A.B. Frank in Leunis), podrząd Polypodiineae (Bessey), rodzina paprotkowatych (Polypodiaceae Bercht. & J. Presl).
Podział na gatunki
Grupa afrykańsko-amerykańska:
- Platycerium alcicorne Desv.
- Platycerium andinum Baker
- Platycerium elephantotis Schweinf.
- Platycerium ellisii Baker
- Platycerium madagascariense Baker
- Platycerium quadridichotomum (Bonap.) Tardieu
- Platycerium stemaria (P. Beauv.) Desv.

Grupa jawajsko-australijska:
- Platycerium bifurcatum (Cav.) C. Chr. – płaskla łosioroga
  - Platycerium bifurcatum subsp. bifurcatum
  - Platycerium bifurcatum subsp. veitchii (Underw.) Hennipman & M.C. Roos
  - Platycerium bifurcatum subsp. willinckii (T. Moore) Hennipman & M.C. Roos
- Platycerium hillii T. Moore
- Platycerium veitchii C. Chr.

Grupa malajsko-azjatycka:
- Platycerium coronarium (J. Koenig ex O. F. Müll.) Desv.
- Platycerium grande (Fée) Kunze – płaskla wielka
- Platycerium holttumii Joncheere & Hennipman
- Platycerium ridleyi Christ
- Platycerium superbum de Jonch. & Hennipman
- Platycerium wallichii Hook.
- Platycerium wandae Racib.

P. wandae jest gatunkiem opisanym po raz pierwszy przez Mariana Raciborskiego w 1902 roku, nazwanym tak najprawdopodobniej na cześć swojej jedynej krewnej – młodszej siostry Marii Wandy Raciborskiej. Zaliczany tu gatunek Platycerium sumbawense wyodrębniany jest obecnie jako Alcicornium sumbawense (H. Christ) H. Christ.

## Zastosowanie
Roślina ozdobnaNiektóre gatunki z rodzaju są uprawiane jako rośliny doniczkowe. Rodzaj ten jest również szeroko reprezentowany w ogrodach botanicznych.

## Uprawa
PielęgnacjaWszystkie gatunki wymagają jednakowego pielęgnowania; sadzi się je na dużych kawałkach kory lub na pniach stosowanych dla epifitów. W momencie umieszczania rośliny na drewnie nakłada się tam warstwę lekkiej mieszanki dla epifitów, która będzie utrzymywać odpowiednią wilgotność i ułatwi zakorzenienie się kłącza. Pod liście płonne należy od czasu do czasu włożyć garść liści bukowych lub podłoża dla epifitów. Pielęgnacja polega na zraszaniu liści.
RozmnażaniePłaskle rozmnaża się za pomocą zarodników wysiewanych na powierzchni wilgotnego torfu. W przypadku niektórych gatunków możliwy jest podział kłącza.